# Edgar Çani
Edgar Junior Çani (* 22. Juli 1989 in Tirana) ist ein albanischer Fußballspieler.

## Leben
Çani wurde 1989 in der albanischen Hauptstadt Tirana geboren. Kurz darauf wanderte seine Familie nach Italien in die Provinz Perugia aus, wo Çani aufwuchs.

## Karriere

### Verein
Çani begann mit dem Fußballspielen in verschiedenen kleinen Vereinen in der Provinz Perugia, bevor er 2004 von Scouts von Delfino Pescara 1936 entdeckt und in die dortige Fußballschule gelotst wurde. Für die Jugend der Deflini spielte er bis zu seiner Volljährigkeit.
Danach wurde er in den Profikader übernommen und absolvierte bis 2008 elf Spiele für Pescara. Von dort wechselte er aufgrund besserer Perspektiven zur US Palermo, die ihn jedoch lediglich an kleinere Vereine in die Serie B und Serie C verlieh, sodass er nach drei Jahren in Leihgeschäften zu Polonia Warschau wechselte. Im Januar 2013 kehrte Çani nach Italien zurück und spielte für Catania Calcio, Carpi FC und den AS Bari. Nach einem halben Jahr bei Leeds United spielte er zwei Jahre für den AC Pisa, ehe er 2017 zurück in die Heimat zum FK Partizani Tirana wechselte. Doch schon ein Jahr später kehrte er nach Italien zurück und schloss sich Drittligist US Vibonese Calcio an. Doch im Januar 2020 wurde sein Vertrag dort aufgelöst und Çani fand erst im März 2022 einen neuen Verein. Er wechselte mehrfach im Bereich unterer Ligen.

### Nationalmannschaft
Çani wurde von 2012 bis 2016 regelmäßig für die Albanische Fußballnationalmannschaft nominiert und gab am 29. Februar sein Debüt im Freundschaftsspiel gegen Georgien. Dieses ging trotz eines Tores von Çani mit 1:2 in Tiflis verloren. Bis 2016 kam er auf insgesamt 15 Partien, in denen er drei Treffer erzielen konnte.